# Antonio Lazzaro Volpinari
Antonio Lazzaro Volpinari (Domagnano, 2 ottobre 1943) è un politico sammarinese.
Ha ricoperto la carica di Capitano Reggente da aprile 2002 ad ottobre 2002, assieme a Francesco Ugolini. Ha militato per anni nel Partito Socialista Sammarinese fino al 2005.